# Willi Müser

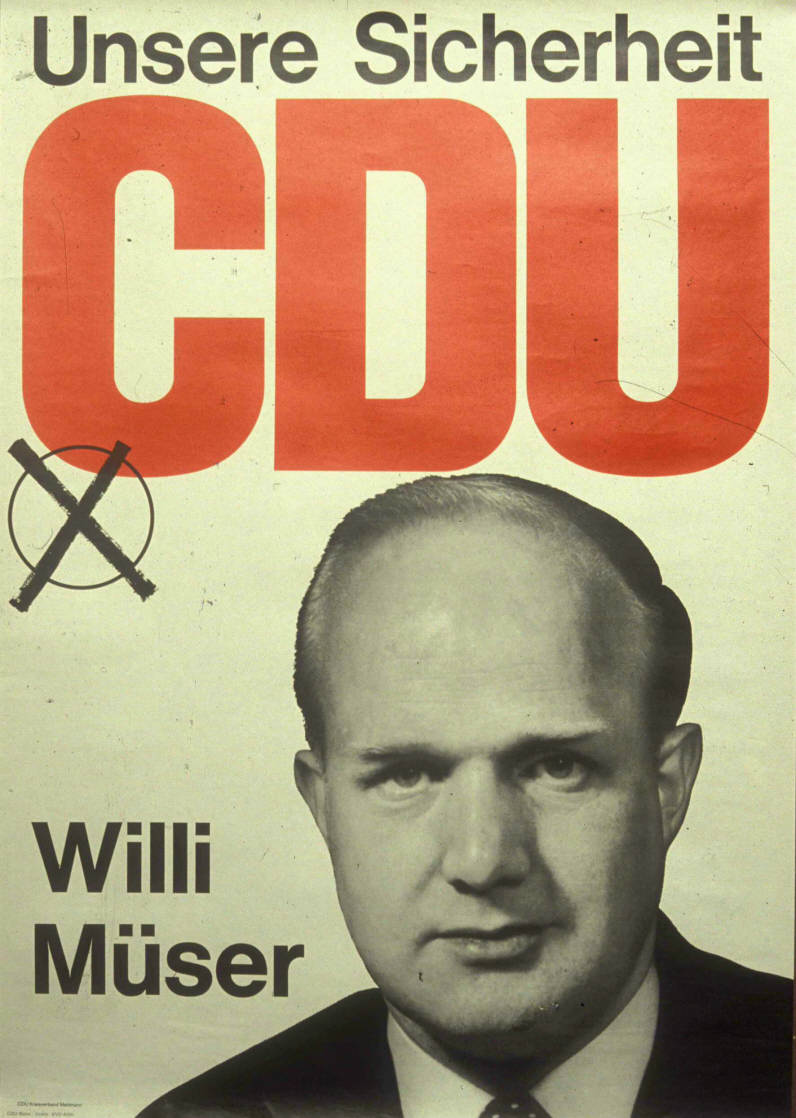
Kandidatenplakat zur Bundestagswahl 1965

Wilhelm „Willi“ Müser (* 10. September 1928 in Langenberg (seit 1975 Stadtteil von Velbert); † 29. Juli 2013) war ein deutscher Bahnbeamter und Politiker (CDU).

## Leben und Beruf
Nach dem Volksschulabschluss und dem Besuch der kaufmännischen Berufsschule leistete Müser 1944/45 Reichsarbeitsdienst und nahm als Soldat am Zweiten Weltkrieg teil. Im Anschluss besuchte er die Abendschule, an der er eine Vorbildung für den gehobenen Beamtendienst erhielt. Er trat als Inspektoranwärter in den mittleren Dienst der Deutschen Bundesbahn ein, stieg 1959 in den gehobenen Dienst auf und war dann als Bundesbahnoberamtsrat tätig. Zudem bestand er die Prüfung als Diplom-Verwaltungsbetriebswirt. Er starb am 29. Juli 2013 im Alter von 84 Jahren.

## Partei
Müser schloss sich 1952 der Jungen Union an, war von 1953 bis 1956 deren Ortssprecher in Langenberg und von 1959 bis 1963 deren Kreissprecher in Düsseldorf-Mettmann. Er trat 1953 in die CDU ein, war seit 1961 zunächst stellvertretender Vorsitzender und seit 1963 Vorsitzender des CDU-Kreisverbandes Düsseldorf-Mettmann.

## Abgeordneter
Müser war von 1956 bis 1975 Kreistagsmitglied des Kreises Düsseldorf-Mettmann und wurde dort 1964 zum Vorsitzenden der CDU-Fraktion gewählt. Nach der Kommunalen Neugliederung war er von 1975 bis 1999 Kreistagsmitglied des Kreises Mettmann. Darüber hinaus war er von 1961 bis 1966 Ratsmitglied der Stadt Langenberg und dort ebenfalls Vorsitzender der CDU-Fraktion. Dem Deutschen Bundestag gehörte er von 1965 bis 1969 an. Im Parlament vertrat er den Wahlkreis Düsseldorf-Mettmann I.

## Öffentliche Ämter
Müser war von 1969 bis 1975 Landrat des Kreises Düsseldorf-Mettmann. Von 1975 bis 1989 sowie erneut von 1994 bis 1999 amtierte er als Landrat des Kreises Mettmann. In der Zwischenzeit übernahm er die Aufgabe stellvertretend.

## Ehrungen
- Bundesverdienstkreuz am Bande, 1978
- Bundesverdienstkreuz I. Klasse, 1986
- Verdienstorden des Landes Nordrhein-Westfalen, 1991[4]
- Großes Bundesverdienstkreuz, 2005[5]